# Xiuladora de les Moluques
La xiuladora de les Moluques (Pachycephala phaionota) és un ocell de la família dels paquicefàlids (Pachycephalidae).

## Hàbitat i distribució
Habita zones amb matolls i manglars de les terres baixes costaneres de les Moluques septentrionals, illes Aru i illes Raja Ampat.